# Lullington, Somerset
Lullington är en civil parish i Storbritannien.   Den ligger i grevskapet Somerset och riksdelen England, i den södra delen av landet, 150 km väster om huvudstaden London. Antalet invånare är 162.